# بن سعيد بوعمار (بوخالف)
بن سعيد بوعمار هو دُوَّار يقع بجماعة بوخالف، عمالة طنجة أصيلة، جهة طنجة تطوان الحسيمة في المملكة المغربية. ينتمي الدوّار لمشيخة بوخالف التي تضم 17 دوار. يقدر عدد سكانه بـ 773 نسمة حسب الإحصاء الرسمي للسكان والسكنى لسنة 2004.

## روابط خارجية
- البوابة الوطنية للجماعات الترابية نسخة محفوظة 12 مارس 2018 على موقع واي باك مشين.
- المندوبية السامية للتخطيط